# Reuth (Weischlitz)
Reuth – dzielnica gminy Weischlitz w Niemczech, w kraju związkowym Saksonia, w powiecie Vogtland. Do 31 grudnia 2016 jako gmina wchodziła w skład wspólnoty administracyjnej Weischlitz. Do 29 lutego 2012 w okręgu administracyjnym Chemnitz,